# Марк Ларций Магн Помпей Силон
Марк Ларций Магн Помпей Силон (на латински: Marcus Larcius Magnus Pompeius Silo) е сенатор на Римската империя през 1 век.
Ларциите са римска патрицианска фамилия от началото на Римската република. През септември и октомври 82 г. той е суфектконсул заедно с Тит Аврелий Квиет.